# Davorin Jenko
Davorin Jenko (nacido como Martin Jenko; Dvorje, 9 de noviembre de 1835 - Liubliana, 25 de noviembre de 1914) fue un compositor esloveno. Se le considera el padre de la música romántica nacional eslovena. Entre otras canciones, compuso la melodía del himno nacional serbio "Bože pravde", el antiguo himno nacional esloveno "Naprej, zastava Slave" y la popular canción serbia y montenegrina "Onamo, 'namo!".

## Biografía
Nació en el pueblo de Dvorje como Martin Jenko, en lo que entonces era el Imperio Austríaco. Después de graduarse de la escuela secundaria en Trieste, se fue a Viena, donde estudió derecho. Fundó la Sociedad Coral Eslovena, patrocinada por el político liberal Valentin Zarnik.
En 1862, se trasladó a la ciudad de Pančevo en el sur de Voivodina, donde trabajó como director de coro de la Iglesia Ortodoxa Serbia. Más tarde se trasladó a Belgrado, donde trabajó como compositor en el Teatro Nacional de Serbia, donde se volvería director. Allí compone la melodía de más de 80 obras como "Đido", "Seoska lola", "Potjera", "Vračara", "Pribislav i Božana", "Markova sablja" y "Bože pravde", que más tarde se convirtió en el himno nacional serbio. También compuso varias oberturas de conciertos como "Kosovo", "Milán", "Srpkinja", "Aleksandar". En los años sesenta del siglo XIX se convirtió en uno de los primeros compositores de la música romántica eslovena.
Jenko fue nombrado entre los primeros cuatro miembros de la Academia de Artes de la Real Academia de Ciencias de Serbia, por el rey Milan I de Serbia el 5 de abril de 1887.
Vivió en Serbia hasta 1897, cuando se mudó a Liubliana, donde falleció. Fue enterrado en el cementerio de Žale en el distrito de Bežigrad.

## Obras
Durante su vida, Jenko compuso varias piezas tanto en esloveno como en serbio. Escribió la primera opereta serbia y compuso el himno nacional serbio, basada en la letra de Jovan Đorđević.
La mayoría de sus piezas eslovenas fueron compuestas en Viena. En 1860, compuso la música de la canción patriótica Naprej, zastava slave escrita por su primo Simon Jenko. También compuso varios otros poemas patrióticos eslovenos, que más tarde se convirtieron en una parte crucial del canon nacional esloveno.